# Muricella megaspina
Muricella megaspina är en korallart som beskrevs av Edward Hargitt och Rogers 1901. Muricella megaspina ingår i släktet Muricella och familjen Acanthogorgiidae. Inga underarter finns listade i Catalogue of Life.